# 2014年亞洲運動會鐵人三項比賽
2014年亞洲運動會鐵人三項比賽為第十七屆亞洲運動會的其中一項競賽項目，共產生3面金牌；賽事於2014年9月25日至26日在松島中央公園舉行。

## 參賽運動員
本屆鐵人三項比賽共有來自 15 個國家/地區的 68 名運動員參加（38男、30女），具體分布如下：
| - 巴林（2） - 中国（6） - 中国香港（6） - 约旦（1） | - 日本（6） - （5） - 韩国（6） - 科威特（6） | - 中国澳门（5） - 蒙古（4） - 尼泊尔（4） - 菲律宾（5） | - 叙利亚（1） - 泰国（6） - （5） |

## 獎牌統計

### 國家獎牌榜
| 排名 | 国家／地区  | 金牌 | 银牌 | 铜牌 | 總數 |
| ---- | ----------- | ---- | ---- | ---- | ---- |
| 1    | 日本（JPN） | 3    | 2    | 0    | 5    |
| 2    | 韩国（KOR） | 0    | 1    | 0    | 1    |
| 3    | 中国（CHN） | 0    | 0    | 3    | 3    |
| 總數 | 總數        | 3    | 3    | 3    | 9    |

### 項目獎牌榜
| 項目         | 金牌                                                  | 银牌                                                   | 铜牌                                            |
| 男子個人     | 細田雄一 · 日本（JPN）                                | 田山寬豪 · 日本（JPN）                                 | 白发全 · 中国（CHN）                            |
| 女子個人     | 上田藍 · 日本（JPN）                                  | 井出樹里 · 日本（JPN）                                 | 王莲媛 · 中国（CHN）                            |
| 混合團體接力 | 日本（JPN） · 佐藤優香 · 田山寬豪 · 上田藍 · 細田雄一 | 韩国（KOR） · Jeong Hye-rim · 許敏鎬 · 金奎里 · 金知煥 | 中国（CHN） · 辛翎溪 · 段正宇 · 黄宇婷 · 白发全 |

## 外部連結
- 官方網站